# Rokkugo!!!
Rokkugo!!! (em coreano:  로꾸거!!!) é o primeiro single lançado pela boy band sul-coreana Super Junior-T, em 23 de fevereiro de 2007. Cerca de 45.997 cópias foram vendidas até o final do ano, marcando-o como o décimo sexto single mais vendido da Coreia e como o single mais vendido do ano de 2007. "Rokkugo!!!" é uma das canções mais conhecidas do Super Junior, mesmo tendo sido lançada por um subgrupo. O subgrupo relançou o single no Japão em 05 de novembro de 2008, em colaboração com a dupla de comediantes Moeyan.

## Visão geral
Rokkugo (로 꾸거) é o inverso de Gokkuro (거꾸로), um termo que significa "para trás" ou "ao contrário". O single foi promovido como um single de trot (antigo estilo de música pop coreana), apesar de que influências modernas do K-pop podem ser ouvidas, como o rap e ritmos modernos estilizados. Embora o trot geralmente seja mais aceito pelo público mais velho, Rokkugo!!! foi bem aceito pelo público jovem, pois cada faixa no single se curva em direção a um novo estilo de trot para atrair a atenção do público, na esperança de fazer música tradicional ser mais aceita.
O videoclipe traz a companheira de gravadora Isak, jogando Whack-a-Mole com os integrantes do grupo como alvos.

## Lista de faixas
| N.º            | Título                                                                                 | Letras         | Música         | Duração |  |
| 1.             | "Rokkugo!!!" (로꾸거!!!)                                                               | Yoon Myoungsun | Yoon Myoungsun | 2:59    |  |
| 2.             | "First Express" (첫차; Chotcha (com Bang Sil Yi))                                      | Shin Sangho    | Shin Sangho    | 2:25    |  |
| 3.             | "Don't Go Away" (나 같은건 없는건가요; Na Gat-eungeon Eobsneungeongayo)                | Chu Gayeol     | Chu Gayeol     | 3:12    |  |
| 4.             | "Rokkugo!!! (Instrumental)" (로꾸거!!!)                                                | Yoon Myoungsun | Yoon Myoungsun | 2:59    |  |
| 5.             | "First Express (Instrumental)" (첫차; Chotcha)                                         | Shin Sangho    | Shin Sangho    | 2:25    |  |
| 6.             | "Don't Go Away (Instrumental)" (나 같은건 없는건가요; Na Gat-eungeon Eobsneungeongayo) | Chu Gayeol     | Chu Gayeol     | 3:12    |  |
| Duração total: | Duração total:                                                                         | Duração total: | Duração total: | 17:03   |  |

## Rock&Go
"Rock&Go", também conhecido como "65" (em japonês roku é o número seis e go o número cinco), é o segundo single lançado pela boy band sul-coreana Super Junior-T e o primeiro a ser lançado no exterior, em 5 de novembro de 2008, pela Rhythm Zone. O single marcou a estreia da dupla de humoristas Moeyan na indústria musical.
"Rock&Go" estreou na décima nona posição no ranking diário da Oricon, pulando para o segundo lugar três dias depois. O single chegou à décima quarta posição no ranking mensal, mantendo-se por duas semanas.

## Lista de faixas
| N.º            | Título                                                                     | Duração |  |
| 1.             | "Rock&Go"                                                                  | 2:54    |  |
| 2.             | "For Tomorrow" ((明日のために; Ashita no tameni) Sungmin e Moeyan)         | 4:53    |  |
| 3.             | "Rock&Go" (Instrumental)                                                   | 3:12    |  |
| 4.             | "For Tomorrow" ((明日のために; Ashita no tameni) Instrumental)             | 4:53    |  |
| 5.             | "For Tomorrow" ((明日のために; Ashita no tameni) Instrumental com Sungmin) | 4:52    |  |
| Duração total: | Duração total:                                                             | 17:03   |  |

DVD
1. Rock&Go  (videoclipe)
2. SUPER JUNIOR-T x Moeyan Trip (vídeos promocionais)